# لایل ورکمن
لایل ورکمن (انگلیسی: Lyle Workman؛ زادهٔ ۲۱ اکتبر ۱۹۵۷) یک آهنگساز اهل ایالات متحده آمریکا است.